# Massacre indígena de Leito
O massacre indígena de Leito foi um evento da história do Equador ocorrido em Leito, província de Tungurahua, durante a presidência de José Luis Tamayo devido a problemas políticos. Os indígenas que habitavam e trabalhavam naquela área buscavam melhores condições de trabalho, o que gerou uma reação violenta das autoridades.

## Antecedentes
Entre 1907 e 1933, a Sierra Centro Norte tinha a hacienda como mecanismo de controle territorial. Por isso, os indígenas mostraram resistência; uma vez que buscavam adquirir melhores condições laborais e tentavam preservar o espaço comunitário que lhes correspondia por direito. As atitudes indígenas impuseram um limite aos processos de expansão da hacienda; provocando nos latifundiários disposições de censura. Neste período ocorreram cinco revoltas indígenas.

## Contexto
O historiador Luis Fernández Salvador afirmou que a hacienda Leito possuía de 80 a 100 arrendatários; os mesmos que tinham que pagar um arrendamento em dinheiro e cumprir jornadas de trabalho, dois dias por mês. Em março de 1923, esses arrendatários solicitaram a concessão de domínios sobre certas partes da hacienda; isso gerou repressão por parte da força pública, queimaram oito casas dos arrendatários, essas medidas de repressão delineiam o temor dos latifundiários, pois mostra que os arrendatários buscavam o crescimento e a emancipação de suas economias sobre o domínio da hacienda.

## Chacina
Em 13 de setembro de 1923, ocorreu o massacre em Leito. Um grupo de 70 soldados do exército junto com Carlos Loza, chefe político de Pelileo, assassinaram os camponeses que prevaleceram contra a repressão dos militares. Vários sobreviventes do massacre deslocaram-se para o vale do Río Verde Chico e formaram a aldeia Vizcaya na área da cordilheira oriental. O levante indígena foi justificado porque as pensões de arrendamento eram muito altas; e a repressão militar foi defendida porque os arrendatários estabeleceram um grande domínio sobre parte da hacienda e isso não era conveniente para seu proprietário.